# Glenview (Cook County, Illinois)
Glenview je velká vesnice v okrese Cook na předměstí Chicaga asi 30 km severně od jeho centra. Podle sčítání lidu v roce 2010 měla 44 692 obyvatel.
Původně byl celý okrsek Northfield znám jako město Northfield. Jeho různé části nesly různé názvy. Poštovní úřad požadoval výběr názvu na shromáždění vesničanů. Název Glenview vyhrál 7. května 1895 většinou hlasů. Vesnice byla začleněna do systému samosprávy v roce 1899.
Nejstarší částí obce je The Park. Nachází se blízko centra, na jih od dnešní rozvojové oblasti The Glen. Byl založen jako sídlo náboženského společenství v roce 1894 Hughem Burnhamem, prvním starostou obce a synovcem architekta Daniela Burnhama. Na konci 19. století nabyl podoby veřejného parku s kostelem a školou, obklopeného domy uspořádanými do oválu.
Nejvýznamnější institucí na území obce byla v letech 1923–1995 letecká základna námořnictva USA Naval Air Station Glenview. Po jejím uzavření byly pozemky převedeny na obec. Plán obnovy území, nyní nazývaného The Glen, o rozloze 4,54 km² zpracovala v roce 1998 společnost Skidmore, Owings and Merrill.